# Phegopteris persicifolia
Phegopteris persicifolia là một loài dương xỉ trong họ Thelypteridaceae. Loài này được Christ in Warb. mô tả khoa học đầu tiên năm 1900.
Danh pháp khoa học của loài này chưa được làm sáng tỏ. 